# ميدان ترافالغار لندن
ميدان ترافالغار لندن (بالإنجليزية: London's Trafalgar Square)‏ هو فيلم أبيض وأسود قصير صامت بريطاني يعود إنتاجه لعام 1890 ، صوره المخترعون ورواد السينما ووردزورث دونيسثورب وويليام كار كروفتس بمعدل 10 إطارات في الثانية تقريبًا بإطار بيضاوي أو دائري على فيلم سيلوليويد باستخدام كاميرا كينيسيغراف الخاصة بهم ، والتي تظهر حركة المرور في ميدان ترافالغار ويظهر في الخلفية المعرض الوطني في لندن. تعد الإطارات العشر الباقية من الفيلم أقدم صورة متحركة معروفة للمدينة.

## روابط خارجية
- ميدان ترافالغار لندن  في قاعدة بيانات الأفلام على الإنترنت (بالإنجليزية)
- ميدان ترافالغار لندن على يوتيوب